# Il giallo di Bugs Bunny
Il giallo di Bugs Bunny (The Bugs Bunny Mystery Special) è uno speciale televisivo d'animazione dei Looney Tunes diretto da Gerry Chiniquy, trasmesso sulla CBS il 28 novembre 1980. Lo speciale è composto da spezzoni di otto cortometraggi Looney Tunes e Merrie Melodies montati insieme a nuove scene appositamente animate. Presentata da Porky Pig in un'imitazione di Alfred Hitchcock, la trama si ispira a quelle di Intrigo internazionale e Il fuggiasco. È il primo speciale prodotto dalla Warner Bros. Animation.

## Trama
Un criminale rapina una banca e l'ispettore Taddeo arresta Bugs Bunny credendo che sia il responsabile. Fuggendo dalla prigione, Bugs si propone di dimostrare la sua innocenza mentre sfugge a Taddeo che lo insegue. Presto si sparge la voce che Bugs è un latitante nazionale. Quando una ricompensa viene posta su di lui "vivo o mangiato", questo spinge Willy il Coyote a dargli la caccia, mentre Taddeo assume l'ex guardia carceraria Yosemite Sam (che è stato licenziato per aver lasciato scappare Bugs) come cacciatore di taglie. Tuttavia, Bugs supera in astuzia sia Willy sia Sam in modi diversi fino a quando Willy non si arrende e Taddeo licenzia Sam.
Dopo alcuni inseguimenti e una storia secondaria che coinvolge Titti e Silvestro, Bugs finisce per penzolare dal becco del "monte Leghorn"; viene salvato proprio dal criminale, che si rivela essere Porky Pig (che stava cercando di far proseguire la storia). Taddeo si scusa con Bugs e arresta Porky, mentre il coniglio osserva che, come sempre, è stato "il maggiordomo". Porky conclude lo speciale dall'interno di una cella di prigione salutando il pubblico.

## Cortometraggi utilizzati
I cortometraggi utilizzati per produrre lo speciale sono, nell'ordine:
- L'investigatore privato (1954)
- Rapinatore bambino (1954)
- Avventura in carcere (1950)
- Operazione coniglio (1952)
- Il genio magnetico (1961)
- Compagni di viaggio (1950)
- Titti in gabbia (1953)
- L'aereo gigante (1952)

## Personaggi e doppiatori
| Personaggio     | Doppiatore originale | Doppiatore italiano |
| --------------- | -------------------- | ------------------- |
| Bugs Bunny      | Mel Blanc            | Willy Moser         |
| Taddeo          | Mel Blanc            | Silvio Anselmo      |
| Yosemite Sam    | Mel Blanc            | Armando Bandini     |
| Willy il Coyote | Mel Blanc            | Sandro Pellegrini   |
| Titti           | Mel Blanc            | Liliana Sorrentino  |
| Silvestro       | Mel Blanc            | Massimo Rossi       |
| Porky Pig       | Mel Blanc            | Massimo Rossi       |

## Edizioni home video
Lo speciale fu distribuito in VHS in America del Nord nel 1993.